# Zuzanna Szadkowski
Zuzanna Szadkowski (ur. 22 października 1978 w Warszawie) – amerykańska aktorka polskiego pochodzenia. Najbardziej znana z roli Doroty w serialu Plotkara.

## Życiorys
Urodziła się w Warszawie, ale dorastała już w Fort Wayne w stanie Indiana. W 1997 roku ukończyła R. Nelson Snider High School w Fort Wayne. Uczęszczała także do Blackhawk Middle School. Po ukończeniu szkoły, zaczęła pracę w teatrze w Nowym Jorku, a także w teatrach w Warszawie i Moskwie. W 2007 roku rozpoczęła karierę aktorską. Zadebiutowała w serialu Rodzina Soprano jako Elżbieta. Następnie pojawiła się w serialu Prawo i porządek: Zbrodniczy Zamiar jako Olga. Jednak największą sławę przyniosła jej rola w młodzieżowym serialu Plotkara, gdzie wciela się w postać Doroty - opiekunki dla rozpieszczonej Blair Waldorf (w tej roli Leighton Meester).

## Filmografia
- 2023: Three Women jako Margaret
- 2022: Pozłacany wiek jako Mabel Ainsley
- 2021: Plotkara (2021) jako Dorota Kishlovsky
- 2021: Nowoczesna miłość jako Karen
- 2021: Bull jako Emily Kaminsky
- 2020: Minjan jako Rivka
- 2020: Ile warte jest ludzkie życie? jako Myrna
- 2018: Pigeon jako Nina
- 2017: Search Party jako Aphrodite
- 2016: Loserville jako Janice Rappaport
- 2016: Żona idealna jako Gloria Beattie
- 2014-2015: The Knick jako Nurse Pell
- 2015: Dziewczyny jako Priya
- 2015: Elementary jako Miranda Jantzen
- 2014: Growing Up and Other Lies jako CeCe
- 2013: Butterflies of Bill Baker jako Monica
- 2012: Where Is Joel Baum? jako Polska sprzątaczka
- 2011: Reborn jako Joyce (film jest w produkcji)
- 2009: Gdzie jest Joel Baum? (Where Is Joel Baum?) jako polska sprzątaczka
- 2009: Guiding Light jako siostra Angelica
- 2009: Chasing Dorota jako Dorota
- 2007–2012: Plotkara (Gossip Girl) jako Dorota
- 2007: Rodzina Soprano (The Sopranos) jako Elzbieta
- 2006–2007: Prawo i porządek: Zbrodniczy Zamiar (Law & Order: Criminal Intent) jako Olga